# Онишковцы (Хмельницкая область)
Онишковцы (укр. Онишківці) — село в Шепетовском районе Хмельницкой области Украины.
Население по переписи 2001 года составляло 561 человек. Почтовый индекс — 30457. Телефонный код — 8-03840. Занимает площадь 0,119 км². Код КОАТУУ — 6825580803.

## Местный совет
30456, Хмельницкая обл., Шепетовский р-н, с. Великая Шкаровка, ул. Школьная, 2